# ルソン地震 (1645年)
1645年ルソン地震（英語: 1645 Luzon earthquake）は、1645年11月30日夜8時ごろフィリピン北部のルソン島を襲った地震。ルソン島中部を通るサン・マヌエル断層とヌエヴァ・エシハ州のガバルドン断層を震源とするこの地震はMs7.5に上った。
余震はその後数日間続き、1645年12月4日夜11時ごろ、本震と同じかより強い地震がおこり、さらなる被害を引き起こした:226。

## 規模
地震で最も被害が大きい地域は南北で少なくとも490kmに上り、島の南部のバタンガス州とケソン州から東北のカガヤン州まで被害甚大であった。一方島の西部は（年代記で記述されない程度に）被害が少なかった。同時代の年代記ではマニラとその南、東、北における被害を記述しており、また中央山岳地帯、そして北部のカガヤン・バレー地方における大規模な地すべりと大きな地割れについての記述も多かった。

## マニラ
マニラでは市の守護聖人である聖アンデレの記念日を祝っている最中に地震がおこった。地震の被害は甚大で、マニラ市のほとんどが廃墟と化した。マニラ大聖堂など多くの教会、建物、家屋が倒壊した。およそ600人のスペイン人が死亡し、3000人のスペイン人が負傷した。同市を統治していた政府はスペイン人の被害のみ統計し、それ以外の人的被害は無視した。